# Agapanthia asphodeli
 Agapanthia asphodeli  ist ein Käfer aus der Familie der Bockkäfer (Cerambycidae) in der Unterfamilie Lamiinae im Tribus Agapanthiini.

## Merkmale
Die Elytren sind braun-golden gesprenkelt, der Halsschild ist schwarz mit zwei seitlichen und einer mittleren goldenen Längsbinde. Die körperlangen Antennen sind bis auf das gänzlich schwarze erste Fühlerglied golden mit schwarzen Spitzen. Das Scutellum ist golden. Die Tiere sind mit abstehenden schwarzen Haaren besetzt, die Beine sind dicht anliegend golden behaart.

## Lebensweise
Die Larven entwickeln sich in den Halmen verschiedener Affodill-Arten, z. B. Asphodelus albus, Asphodelus fistulosus und Asphodelus aestivus.

## Vorkommen
Vorkommen sind aus dem gesamten mediterranen Raum, aus der Schweiz, der Türkei, Russland und der Ukraine bekannt.